# مخزن سد ناروا
مخزن سد ناروا (استونیایی: Narva veehoidla) یک مخزن سد روی رود ناروا است که در مرز کشور استونی و روسیه قرار دارد. این دریاچه ۱۹۱ کیلومتر مربع مساحت و ۳۶۵ میلیون متر مکعب حجم ذخیره شده دارد.